# Mohamed El Ghazi
Mohamed El Ghazi, né le 25 août 1949 à Beni Snous (Wilaya de Tlemcen) est un haut fonctionnaire algérien, ancien ministre du Travail, de l'Emploi et de la Sécurité sociale. 
Dans le contexte des manifestations de 2019 en Algérie, il est arrêté pour corruption.

## Arrestation et condamnation
Le 5 août 2019, et en tant qu'ancien wali de Chlef, il est placé sous mandat de dépôt à la prison d'El-Harrach pour dilapidation de l’argent public et utilisation illicite en sa faveur ou en faveur d’une tierce partie de biens publics, pour abus de pouvoir et trafic d’influence.
Le 14 octobre 2020, dans l'affaire mettant en cause Nachinachi Zoulikha, alias Mme Maya, (qui se présentait par ailleurs comme étant la fille cachée de l’ancien président Bouteflika), il est condamné à dix ans de prison, peine confirmée en appel le 31 décembre 2020,. Il est placé sous le régime de la liberté conditionnelle le 3 août 2022, pour des raisons de santé.

## Carrière
- 2014 - 2017 : Ministre du Travail, de l'Emploi et de la Sécurité sociale
- 2013 - 2014 : Ministre auprès du premier ministre, chargé de la Réforme du service public
- 2008 - 2013 : Wali de la Wilaya d'Annaba
- 2001 - 2008 : Wali de la Wilaya de Chlef
- 1995 - 1998 : Wali de la Wilaya Constantine
- 1995 SG de la Wilaya d'Ain Témouchent

## références
1. ↑  « Algérie: deux anciens ministres placés en détention préventive », sur FIGARO (ISSN 0182-5852, consulté le 5 août 2019).
2. ↑  Procès Mme Maya : de lourdes peines prononcées, site tsa-algerie.com, 14 octobre 2020.
3. ↑  Procès de Mme Maya : la Cour de Tipaza rend son verdict, site tsa-algerie.com, 31 décembre 2020.
4. ↑  Affaire « Mme Maya » : un ancien ministre remis en liberté, site tsa-algerie.com, 4 août 2022.